# Grecii din Ungaria

Stema comunei Beloiannisz

Grecii din Ungaria (în greacă Έλληνες, Ellines, în maghiară Görögök) constituie una dintre cele treisprezece minorități etnice recunoscute oficial în Ungaria prin actul Legea drepturilor minorităților etnice și naționale elaborat de Parlamentul Ungariei la data de 7 iulie 1993.
Dreptul maghiar recunoaște drepturile individuale ale minorităților, stabilește conceptul drepturilor colective ale minorităților etnice și prevede dreptul colectiv inalienabil al minorităților de a-și păstra identitatea etnică. Legea permite, de asemenea, constituirea de asociații, mișcări și partide politice cu caracter etnic sau național și mandatează folosirea fără restricții a limbilor etnice. Pentru a fi recunoscut, un grup etnic trebuie să aibă o prezență de cel puțin 100 de ani în țară, iar membrii săi trebuie să fie cetățeni ai statului.
Migrațiile cele mai timpurii ale grecilor pe teritoriul actual al Ungariei (ca parte a Imperiului Austriac) au fost menționate în documente din secolele al XV-lea și al XVI-lea și au constat în principal din persoane cu educație înaltă. Migrații în masă nu au avut loc până în secolul al XVII-lea, cele mai mari valuri fiind în 1718 și 1760-1770; acestea au fost legate în principal de înrăutățirea situațiilor economice în acele perioade. Se estimează că 10.000 de greci au emigrat în Ungaria în a doua jumătate a secolului al XVIII-lea.
Comunitatea greacă din ziua de azi este formată în principal din refugiați politici din perioada Războiului Civil Grec și numără 2.509 de persoane conform recensământului din 2001. În satul Beloiannisz (în greacă Μπελογιάννης, Beloyannis), fondat în 1950 de către refugiații greci, primarul este în mod tradițional un grec, deși numărul grecilor a scăzut la aproximativ 300 dintr-o populație totală de 1.200 de persoane.